# Milan Moravec
Milan Moravec (4. září 1923 – 21. července 2002) byl slovenský fotbalista a trenér.

## Hráčská kariéra
Hrál za Hlohovec, Trnavu a Slovan Bratislava.

## Trenérská kariéra
V československé lize trénoval Lokomotivu Košice, Tatran Prešov a Spartak Trnava. V roce 1974 byl trenérem olympijského týmu Československa.